# クリスティン・オットー
クリスティン・オットー（Kristin Otto, 1966年2月7日 - ）は、ドイツの女子競泳選手。旧東ドイツ・ライプツィヒ生まれ。ソウルオリンピックに東ドイツから参加し、女性として初めて1大会で金メダル6個を獲得するという記録をあげた。
1983年の世界選手権から、世界の表舞台で活躍するようになった。1989年に引退。1992年ドイツの公共放送第2ドイツテレビ(ZDF)に入局。現在もZDFの夜のニュース番組ホイテ等で、スポーツ専門のニュースキャスターとして長年報道に携わっている。(NHKのBSで午前中放送されているワールドニュースのホイテ放映時のオープニングで、メインキャスターの横に立つ金髪長身の彼女の姿が数秒ほど写し出される事がある)
1999年及び2000年、彼女の元コーチ及び専属医師はオットーらにドーピングを行ったかどで有罪となった。彼女自身は、ドーピングについては知らなかったとコメントしている。